# Џорџ Дејвис
Џорџ Дејвис (енгл. George Davis; Вилмингтон, 1. март 1820 — Вилмингтон, 23. фебруар 1896) био је амерички политичар и последњи Државни тужилац Конфедерације, служио је од 1864. до 1865.

## Биографија
Рођен је у близини Вилмингтона, Северна Каролина. Студирао је право и био члан адвокатске коморе од 1840.
Био је делегат привременог Конгреса Конфедерације од 1861. до 1862, а затим је изабран у Сенат, где је служио од 1862. до 1864. године. Децембра 1863, председник Џеферсон Дејвис га је поставио на место државног тужиоца. Служио је на овом положају од 2. јануара 1864. до 24. априла 1865, у последњим данима Конфедерације.
Дејвис је заробљен од стране снага Уније у Ки Весту на Флориди 18. октобра 1865. Био је затворен у Форт Хамилтону у Бруклину, тамо је провео неколико месеци пре него што је 1866. године помилован. Затим се вратио раду у правној пракси у Вилмингтону.
У Другом светском рату, амерички брод SS George Davis је именован у његову част. Постоји споменик Дејвиса који је подигнут у његовом родном Вилмингтону. Иако имају исто презиме, није био у сродству са председником Конфедерације Џеферсоном Дејвисом.